# Elektrolarynx
Elektrolarynx je elektrický generátor zvuku o velikosti ruční svítilny, který po zapnutí a přiložení na měkké části krku vydává slyšitelné vibrace, pohybem úst a jazyka uživatelé vytváří jednotlivá slova a jsou schopni verbální komunikace. Používají ho zejména pacienti, kteří podstoupili laryngektomii, nebo také tracheostomii a následně ztratili hlas. Přístroj těmto pacientům nahrazuje hlasivky a umožňuje jim mluvit, dalo by se říci, že funguje na stejném principu jako hlasivky až na to, že k tomu nepotřebuje proudění vzduchu. Toto zařízení je bateriově poháněné. Také je možno si k němu koupit příslušenství jako například handsfree držák nebo ústní adaptér. Ústní adaptér je plastová trubička, která se připojí na elektrolarynx a zároveň se strčí na kraj úst a můžete mluvit.

## Náhradní zdrojový hlas

### Úvod
Náhradní zdrojový hlas umožňuje hovořit člověku, který není schopen k řeči používat své hlasivky a hrtan (lat. larynx).
Zpravidla se jedná o jedince, kteří podstoupili trvalou laryngektomii, při které se odstraňuje část či celý hrtan. Průdušnice (lat. trachea) je následně vyvedena otvorem v krku tracheostomií, provedení tracheostomie může mít i jiné příčiny, jako ochrnutí nebo svalové onemocnění. Příčinou laryngektomie bývá zhoubný nádor hrtanu, který ohrožuje pacienta na životě, nebo fyzické poškození. Statisticky podstoupilo celosvětově laryngektomii více než 600 000 pacientů.
Všechny metody náhrady hlasu využívají toho, že ostatní části lidského těla, podílející se na tvorbě hlasu (hltan, ústní dutina, průdušnice ad.) nejsou poškozeny a je možné je dále využívat pro filtraci hlasu. Chybí zde pouze generátor signálu, jímž byly hlasivky.

### Způsoby náhrady hlasu
- Esofageální (jícnový) hlas
- Tracheoesofageální fistula (hlasová protéza)
- Elektrolaryngní pomůcka (Elektrolarynx)

## Elektrolarynx

### Historie
Historie náhrady hlasu pacientů po laryngektomii sahá do roku 1872, kdy Theodor Billroth provedl laryngektomii pacientovi trpícímu rakovinou. Následně mu do jícnu zavedl kanylu, přes kterou mohl pacient vést vzduch a vytvářet tak zvuk podobný zvuku píšťaly.
První mechanické hrtany byly konstruovány na přelomu století a byly poháněny především pacientovým dechem. Jedním z nich byl výtvor Stoerka z roku 1887. Jednalo se o píšťalu, jejíž jeden konec byl umístěn na tracheostomě (otvor na krku, ve kterém ústí průdušnice pacienta) a druhý byl vyveden do jeho úst. Se zvyšující popularitou laryngektomie a snížením úmrtnosti pacientů bylo mezi lety 1959 a 1979 publikováno na 52 článků zabývajících se „umělými hrtany“.
O vývoj elektrických generátorů hlasu (elektrolarynxů) se postaral Gluck na začátku dvacátého století a masově byly rozšířeny ve třicátých letech. Mezi ně patřil například transorální umělý hrtan typu Cooper-Rand.

### Princip a konstrukce
Elektrolarynx (EL) používá, na rozdíl od dvou předchozích metod, elektromechanický převodník, který vytváří zvuk pomocí oscilátoru. EL se skládá ze tří částí. Elektromechanického měniče, generátoru signálu a zdroje energie (v drtivé většině baterie).
Využívá se dvou druhů Elektrolarynxu:
- Krční (kontakt je uskutečněn přiložením na krku)
- Intraorální/Transorální (kontakt je uskutečněn vložením do úst nebo je zdroj v ústech přímo umístěn).

Velká část krčních modelů EL má v nabídce nástavec, který umožňuje změnit funkci přístroje z krční na transorální variantu.
Intraorální varianta EL má daleko lepší výsledky co se týče srozumitelnosti projevu i objektivních parametrů jako například odstup signál-šum (Signal-Noise Ratio – SNR). Pro každodenní používání však není oblíben kvůli estetickým, hygienickým a praktickým důvodům. Používá se tedy nejčastěji těsně po operaci a pacient si následně kupuje krční EL. Občas je však krk pacienta silně zjizven v důsledku operace a krční EL není efektivní. Proto se v tomto případě přistupuje na intraorální variantu.

### Nevýhody a další vývoj Elektrolarynxu
I když základní elektrolarynx umožňuje pacientovi opět navrátit hlas, má mnoho nevýhod. Mezi největší nevýhodu patří strojový zvuk hlasu s nemožností určovat výšku a zabarvení hlasu a nízká srozumitelnost oproti jiným metodám. Dalším problémem je vysoká pořizovací cena, potřeba mít ho neustále u sebe s čímž souvisí i omezení pohybu rukou a potřeba výměny baterií.
První dva problémy (řízení výšky a špatná srozumitelnost) se dají zdokonalit pomocí Signal processingu. Na trhu existuje již EL, které nahrazují klasický dvoupolohový vypínač tlačítkem citlivým na tlak, kterým lze přímo regulovat výšku hlasu. Trénovaný pacient je schopen tímto vyjádřit celou škálu emocí, které předtím s klasickým EL nebyl schopen.
Špatná srozumitelnost je zapříčiněna především neefektivním přenosem mechanické vlny z EL do hlasového ústrojí. Podstatná část vlny se šíří vzduchem a skrz celé tělo místo toho, aby se měnila v akustickou vlnu uvnitř hlasového ústrojí. Nevyužitá energie zarušuje užitečný signál a snižuje se srozumitelnost. Během let se objevily dva hlavní směry, jak zvýšit SNR. Adaptivní filtrace a princip spektrálního odečítání. Oba dva principy se osvědčily při potlačování rušení v jiných aplikacích.
Pacient je při používání EL omezen v pohybu. Je nucen ho neustále přidržovat a rukou ovládat jeho funkci. Jedním z možných řešení je úprava na handsfree zařízení. Měnič je pomocí lepicí vrstvy upevněn na požadované místo a spoušť EL je řízena pomocí Elektromyografického (EMG) detektoru upevněného obdobně na svalstvu pod bradou. EMG detektor detekuje pohyb svalstva a vyhodnotí ho jako přání pacienta mluvit. Cenově dostupnější alternativou je pak krční nástavec se spouští na pružině. EL je na tomto díle uložen a pacient aktivuje zařízení zatlačením brady dolů, čímž se EL aktivuje.
Zvláštním případem je intraorální EL s dálkovým řízením tónu. Do zubní protézy je instalován radiopřijímač společně s řídící elektronikou a reproduktorem. Pacient nosí u boku jednotku, která zařizuje přenos budícího signálu do protézy. subjekt může navíc nosit u sebe mikrofon díky kterému lze pomocí adaptivní filtrace zlepšit srozumitelnost.

## Ostatní přístupy

### Esofageální hlas
Po provedení laryngektomii je průdušnice oddělena od jícnu. Pacient tedy nemá k dispozici zásobu vzduchu z plic. Mluvčí jícnovým hlasem se učí utvářet si zásobu vzduchu v jícnu. Následním vypouštěnímn do vokálního traktu se jícen rozvibrovává a vytváří rázy na základní frekvenci 50–100 Hz. Nevýhodou této metody je zdlouhavá rekonvalescence a velká část pacientů (zhruba třetina) není schopna se naučit ovládat zvyšování tlaku vzduchu v jícnu.

### Tracheoesofageální fistula
Tracheoesofageální fistula neboli Hlasová protéza byla poprvé představena společností Blom-Singer. V dnešní době je na trhu mnoho modelů a značek. Průdušnice a jícen jsou propojeny jednosměrným ventilem vyrobeným z chirurgického silikonu. Po zacpání tracheostomy může pacient vydechnout skrz tento ventil, jehož záklopka se rozkmitá a vytvoří turbulentní proudění v jícnu. Výsledný zvuk má "krkavý" charakter, projev je však daleko srozumitelnější a přirozenější než v případě EL. Je nutné, aby byl ventil jednosměrný, aby se zabránilo vniku jídla a slin do průdušnice. Hlasová protéza se zavádí na místo po proražení stěny mezi jícnem a průdušnicí a je zde umístěna lékařem. Někteří pacienti však z různých důvodů nemohou tento zákrok podstoupit.